# مقاطعة ديلاوير (إنديانا)
مقاطعة ديلاوير هي مقاطعة في إنديانا، بلغ عدد سكانها 117٬671  نسمة، في 2010، عاصمتها مونسي، تبلغ مساحتها 1٬025 كيلومتر مربع.

## الموقع
تشترك في الحدود مع:
- مقاطعة بلاكفورد
- مقاطعة هنري
- مقاطعة غرانت
- مقاطعة راندولف (إنديانا)
- مقاطعة جاي
- مقاطعة ماديسون.

## التقسيمات الإدارية
- مونسي.

## أعلام
- جيمس بيري كونر